# TSG1899ホッフェンハイム
TSG 1899 ホッフェンハイム（TSG 1899 Hoffenheim; ドイツ語発音: [teː ʔɛs ɡeː ˈʔaxt͡seːnˈhʊndɐt ˈnɔʏ̯nʔʊntˈnɔʏ̯nt͡sɪç ˈhɔfənhaɪ̯m]、正式名称: Turn- und Sportgemeinschaft 1899 Hoffenheim e.V.）は、ドイツ・バーデン＝ヴュルテンベルク州の都市であるジンスハイムのホッフェンハイム地区（人口約3250人）を本拠地とするスポーツ総合クラブ。サッカー部門以外には陸上競技と体操部門が運営されている。

## 概要
1980年代には柔道、柔術、バレーボール、ハンドボール、チェスなどの各部門も運営されていたが、現在は活動を停止している。
同クラブのサッカー部門はヨーロッパ最大級のソフトウェア企業SAP社の創設者でもあり、個人資産は約1兆円とされているディートマー・ホップの金銭的な支援によりドイツ8部よりドイツ・ブンデスリーガへの昇格を果たし、最新のスタジアムとトレーニングセンターを設立、ドイツでもトップレベルのサッカー育成部門を築き上げるなど、現在ドイツで最も注目を浴びているクラブの1つである。2005年1月1日からサッカー部門のみがクラブから独立し、GmbHとなっている。
クラブの正式名称は "Turn- und Sportgemeinschaft 1899 Hoffenheim e. V."。"Turn- und Sportgemeinschaft" は「体操・スポーツクラブ」の意。

## 歴史

### 創設、そしてアマチュアクラブとしての存在
創設は1899年7月1日と歴史が長い。当時は体育と陸上競技専門のクラブであった。1945年に同じくホッフェンハイム地区に存在したサッカークラブFVホッフェンハイムを吸収し、同クラブでサッカー部門も運営されるようになるが、1990年まではドイツ7部から9部の間を行き来する、どこの村にもあるような普通のアマチュアクラブであった。

### ディートマー・ホップによる支援、ドイツ8部から3部に昇格
1990年の夏よりドイツ最大手のソフトウェア会社SAPの創設者であり、TSG 1899ホッフェンハイムのサッカー部門で自らもプレーをしていたディートマー・ホップがクラブのパトロンとなり、クラブ救済のために支援し始める。クラブはこの新たに得た予算を活用し、有望な若手選手を中心としたチーム補強に成功、連続でリーグ優勝と昇格を繰り返し、2000年にはドイツ4部まで昇格する。翌年には後のドイツ代表のヘッドコーチを務めるハンジ・フリックを監督に招聘。フリック監督の下再び優勝を果たし、ドイツ3部への昇格を決めた。2005年夏までの4年間はドイツ3部に定着し、ドイツ・カップではドイツ・ブンデスリーガのバイエル・レヴァークーゼンを破り準々決勝に進出するなど結果を残した。

### 新しい方針、新監督の就任、そしてドイツ・ブンデスリーガへ
元々ディートマー・ホップはドイツ3部への昇格を目標とし、地元の若手選手を多く育成し地元に貢献することができれば良し、と考えていた。また同時にこのクラブがドイツ3部のクラブとして彼からの金銭的なサポートがなくても自立できるようにクラブ運営の強化、新スポンサーの獲得、そしてクラブ環境を整えることを目標としていた。この一環としてドイツ3部や4部に所属し、同じライン・ネッカー郡に本拠地を置くサッカークラブとの合併や提携関係、そしてハイデルベルクでの新サッカー専用スタジアムの建設などを試みるものの、各方面の反対にあう。この影響によりディートマー・ホップは他クラブとの提携関係等を諦め、自らの方針で同クラブをドイツ・ブンデスリーガに昇格させ、ドイツ・サッカー界に新たな風を吹き込むクラブを作り上げる方針に切り替える。この新たな方針の下、積極的な補強が行われ、ドイツ2部への昇格を目指すものの、目標を達成できずにいた。
そこで2006年の夏には改革が行われ、それまでドイツのVfBシュトゥットガルトやシャルケ04を率いてドイツ・ブンデスリーガのみならず、UEFAチャンピオンズリーグでも実績を上げていたラルフ・ラングニック監督の招聘に成功した。また育成部門の新責任者には監督として約20年間に渡りホッケードイツ代表を率いて、ワールドカップやヨーロッパ選手権で優勝を果たした経歴を持つベルンハルド・ペータース、そして新たなメンタルコーチとしてサッカードイツ代表のメンタルコーチをも務めるハンス・ティーター・ヘルマンを招聘した。ディートマー・ホップはこの3人に、チーム力の改善、数年後のドイツ・ブンデスリーガへの昇格のみならず、クラブ全体の、特に育成部門の改革を託した。
結果はすぐさま現れ、就任初年度にはドイツ3部で準優勝しドイツ2部への昇格、そして2年目となる2007-08シーズンにはドイツ2部でも準優勝を果たし、見事ドイツ・ブンデスリーガへの昇格を決める。ラングニック監督就任の際、クラブは2010年でのブンデスリーガ昇格を目標として定めていたため、予定より2年早くブンデスリーガ昇格を果たしたことになる。
2008-09シーズン終盤には出資者のディートマー・ホップとラルフ・ラングニック監督の対立が報道されたが、ラングニックは2009-10シーズンも引き続き指揮を執ることになった。主力の放出をほぼゼロに抑え、若手を獲得するクラブ方針を覆してベテランDFヨシプ・シムニッチを獲得し、その他にもMFフランコ・スクリーニ、FWマイコスウェルなど南米生まれの若手を補強した。
2010-11シーズン中盤の1月2日にラングニックが退団した。この原因はホップがルイス・グスタヴォをバイエルン・ミュンヘンへ移籍させたことに対する抗議である。後任にはアシスタントコーチを務めていたマルコ・ペッツァイオリが昇格する形で就任した。
2011-12シーズンはホルガー・スタニスラウスキ（de）を監督に迎えるも、成績不振により2012年2月9日に解任。後任にはヘルタ・ベルリン前監督のマルクス・バッベルが就任した。
2016年2月12日、監督だったフーブ・ステフェンスが健康上の理由で辞任すると、その後任として四大リーグ最年少となる28歳のユリアン・ナーゲルスマンを新監督としたことを発表した。
2016-17シーズンを歴代最高順位の4位で終えるが、シーズン終了後にセバスティアン・ルディ、ニクラス・ジューレ、そして冬にはザンドロ・ヴァーグナーと主力を揃ってFCバイエルン・ミュンヘンに引き抜かれた。

## クラブの方針
クラブとディートマー・ホップ自らが招聘したラングニック監督の方針により、クラブの豊富な資金力は多くの新選手獲得にではなく、環境や設備の充実や育成部門の改善、最新の試合分析ソフトやスカウンティングのデータバンク導入などに使われており、現在ドイツで最もモダンなクラブの1つと高く評価されている。またクラブの方針としてトップチームに所属する選手はほぼ全員このクラブでさらに選手としての価値を上げることができ、他のクラブに移籍する際にはクラブに高い移籍金をもたらすことができるような将来性溢れる若手選手である。そのため現在ではドイツのみならずブラジルやセネガル、ガーナ出身の有望な若手選手も所属している。2008-09シーズンではドイツ・ブンデスリーガで最もトップチームの平均年齢が低いチーム（24,0歳）である。

## 女子サッカー
2000年に創設され、バーデン＝ヴュルテンベルク州で好成績を収めていた1.FCミュールハウゼン/VfBサンクト・レオンが、2006-07年シーズン後に資金的な問題から解散を余儀なくされたため、TSG 1899ホッフェンハイムが新たな女子サッカー部門を設立し、1.FCミュールハウゼン/VfBサンクト・レオンに所属していたサッカー選手を全員引き継いだ。
このような状況から特別許可により1.FCミュールハウゼン/VfBサンクト・レオンが所属していたドイツ女子5部からスタート。初年度にリーグ優勝を飾りドイツ4部に昇格する。中期的な目標は男子同様ドイツ・ブンデスリーガへ昇格することであり、女子サッカー選手の育成にも力を注いでいる。

## スタジアム
1998年までは「スポーツプラッツ・イム・ロート」（Sportplatz im Rot）といういわゆるアマチュアのサッカー場で試合が行われていたものの、1999年にはクラブ創設100周年記念としてディートマー・ホップが収容5,000人の新サッカー専用スタジアムをクラブに無償提供する。このスタジアムはクラブとホッフェンハイム市によって「ディートマー・ホップ・シュターディオン」（Dietmar-Hopp-Stadion）と命名される。
しかし2000年以降に決定されたドイツ・ブンデスリーガを目指すというクラブの新方針の下、収容30,000人の新サッカースタジアムライン・ネッカー・アレーナ（Rhein-Necker-Arena）の建設が2007年に開始され、2009年1月に完成した。
ディートマー・ホップ・シュターディオンの収容人数が少ないため、ブンデスリーガ初参戦となるシーズンの前半、2008年12月まではマンハイムにあるカール・ベンツ・シュターディオンを一時的に使用する。
また、2008年12月までには約16ヘクタールの土地にトップチームから育成部門のチームが使用できるトレーニングセンター、クラブハウス、育成部門の寮などが全て完備されたクラブ専用サッカー施設が完成予定（投資金額は約25億円）。既にドイツで最もモダンなサッカー専用施設の１つ、と高い評価を得ている。

## サポーター
長い歴史を有するクラブでありながらも上位リーグへの昇格を果たしたのは2000年代以降であるため、サポーター数が少ない状況ではある。一方、伝統的なクラブとは異なる方針を打ち出した取り組みを多く行っているため、注目を集めるようになり、このクラブの取り組み方に共感するサポーターも増えつつある。中には下位リーグ時代からクラブを応援してきた熱狂的なサポーターもいる。同時に2001年からは多くのサポーターズクラブもできるようになり、現在では18のオフィシャル・クラブサポーターズクラブが存在している。
2020年代に入ってから観客動員数は減少しており、2023-2024シーズンの平均観客動員数は24,559人だった。世界トップクラスの集客力のあるブンデスリーガにおいて、ホームゲームにおいて空席がよく見られる珍しいチームでもある(ホームスタジアムのライン・ネッカー・アリーナの収容人数は約30,000人)。

## タイトル

### 国内タイトル
- オーバーリーガ (ドイツ4部)：1回
  - 2000-2001
- フェルバンズリーガ (ドイツ5部)：1回
  - 1999-2000
- バーデン州カップ：4回
  - 2001-02, 2002-03, 2003-04, 2004-05

### 国際タイトル
- なし

## 過去の成績
| シーズン | リーグ               | リーグ | リーグ | リーグ | リーグ | リーグ | リーグ | リーグ | リーグ | DFBポカール  |
| シーズン | ディビジョン         | 試     | 勝     | 分     | 敗     | 得     | 失     | 点     | 順位   | DFBポカール  |
| -------- | -------------------- | ------ | ------ | ------ | ------ | ------ | ------ | ------ | ------ | ------------ |
| 2001-02  | レギオナルリーガ南部 | 34     | 11     | 9      | 14     | 53     | 49     | 42     | 13位   |              |
| 2002-03  | レギオナルリーガ南部 | 36     | 15     | 10     | 11     | 60     | 44     | 55     | 5位    |              |
| 2003-04  | レギオナルリーガ南部 | 34     | 15     | 7      | 12     | 54     | 58     | 52     | 5位    |              |
| 2004-05  | レギオナルリーガ南部 | 34     | 14     | 8      | 12     | 57     | 49     | 50     | 7位    |              |
| 2005-06  | レギオナルリーガ南部 | 34     | 17     | 5      | 12     | 47     | 34     | 56     | 4位    |              |
| 2006-07  | レギオナルリーガ南部 | 34     | 20     | 8      | 6      | 62     | 31     | 68     | 2位    |              |
| 2007-08  | ブンデスリーガ2部    | 34     | 17     | 9      | 8      | 60     | 40     | 60     | 2位    | 準々決勝敗退 |
| 2008-09  | ブンデスリーガ1部    | 34     | 15     | 10     | 9      | 63     | 49     | 55     | 7位    | 2回戦敗退    |
| 2009-10  | ブンデスリーガ1部    | 34     | 11     | 9      | 14     | 44     | 42     | 42     | 11位   | 準々決勝敗退 |
| 2010-11  | ブンデスリーガ1部    | 34     | 11     | 10     | 13     | 50     | 50     | 43     | 11位   | 準々決勝敗退 |
| 2011-12  | ブンデスリーガ1部    | 34     | 10     | 11     | 13     | 41     | 47     | 41     | 11位   | 準々決勝敗退 |
| 2012-13  | ブンデスリーガ1部    | 34     | 8      | 7      | 19     | 42     | 67     | 31     | 16位   | 1回戦敗退    |
| 2013-14  | ブンデスリーガ1部    | 34     | 11     | 11     | 12     | 72     | 70     | 44     | 9位    | 準々決勝敗退 |
| 2014-15  | ブンデスリーガ1部    | 34     | 12     | 8      | 14     | 49     | 55     | 44     | 8位    | 準々決勝敗退 |
| 2015-16  | ブンデスリーガ1部    | 34     | 9      | 10     | 15     | 39     | 54     | 37     | 15位   | 1回戦敗退    |
| 2016-17  | ブンデスリーガ1部    | 34     | 16     | 14     | 4      | 64     | 37     | 62     | 4位    | 2回戦敗退    |
| 2017-18  | ブンデスリーガ1部    | 34     | 15     | 10     | 9      | 66     | 48     | 55     | 3位    | 2回戦敗退    |
| 2018-19  | ブンデスリーガ1部    | 34     | 13     | 12     | 9      | 70     | 52     | 51     | 9位    | 2回戦敗退    |
| 2019-20  | ブンデスリーガ1部    | 34     | 15     | 7      | 12     | 53     | 53     | 52     | 6位    | ベスト16     |
| 2020-21  | ブンデスリーガ1部    | 34     | 11     | 10     | 13     | 52     | 54     | 43     | 11位   | 2回戦敗退    |
| 2021-22  | ブンデスリーガ1部    | 34     | 13     | 7      | 14     | 58     | 60     | 46     | 9位    | ベスト16     |
| 2022-23  | ブンデスリーガ1部    | 34     | 10     | 6      | 18     | 48     | 57     | 36     | 12位   | ベスト16     |
| 2023-24  | ブンデスリーガ1部    | 34     | 13     | 7      | 14     | 66     | 66     | 47     | 7位    | 2回戦敗退    |
| 2024-25  | ブンデスリーガ1部    | 34     | 7      | 11     | 16     | 46     | 68     | 32     | 15位   | ベスト16     |

## 欧州の成績
| シーズン | 大会                     | ラウンド   | 対戦相手                         | ホーム | アウェー | 合計 |  |
| -------- | ------------------------ | ---------- | -------------------------------- | ------ | -------- | ---- |  |
| 2017-18  | UEFAチャンピオンズリーグ | プレーオフ | リヴァプール                     | 1-2    | 2-4      | 3-6  |  |
| 2017-18  | UEFAヨーロッパリーグ     | グループC  | ブラガ                           | 1-2    | 1-3      | 4位  |  |
| 2017-18  | UEFAヨーロッパリーグ     | グループC  | ルドゴレツ・ラズグラド           | 1-1    | 1–2      | 4位  |  |
| 2017-18  | UEFAヨーロッパリーグ     | グループC  | イスタンブール・バシャクシェヒル | 3-1    | 1-1      | 4位  |  |
| 2018-19  | UEFAチャンピオンズリーグ | グループF  | シャフタール・ドネツク           | 2-3    | 2-2      | 4位  |  |
| 2018-19  | UEFAチャンピオンズリーグ | グループF  | マンチェスター・シティ           | 1-2    | 1-2      | 4位  |  |
| 2018-19  | UEFAチャンピオンズリーグ | グループF  | リヨン                           | 3-3    | 2-2      | 4位  |  |
| 2020-21  | UEFAヨーロッパリーグ     | グループL  | ヘント                           | 4-1    | 4-1      | 1位  |  |
| 2020-21  | UEFAヨーロッパリーグ     | グループL  | ツルヴェナ・ズヴェズダ           | 2-0    | 0-0      | 1位  |  |
| 2020-21  | UEFAヨーロッパリーグ     | グループL  | スロヴァン・リベレツ             | 5-0    | 2-0      | 1位  |  |
| 2020-21  | UEFAヨーロッパリーグ     | ラウンド32 | モルデ                           | 0-2    | 3-3      | 3-5  |  |

## 現所属メンバー
ブンデスリーガ 2023-24シーズン　基本フォーメーション（3-5-2）
2025年8月3日現在
注：選手の国籍表記はFIFAの定めた代表資格ルールに基づく。
| No. | Pos. |              | 選手名                        |
| --- | ---- | ------------ | ----------------------------- |
| 1   | GK   | ドイツ       | オリヴァー・バウマン          |
| 2   | DF   | チェコ       | ロビン・フラナーチ            |
| 4   | DF   | ドイツ       | ティム・ドレクスラー          |
| 5   | DF   | トルコ       | オザン・カバク ★              |
| 6   | MF   | ドイツ       | グリシャ・プレメル            |
| 7   | MF   | スイス       | レオン・アヴドゥラフ ()       |
| 8   | MF   | ドイツ       | デニス・ガイガー              |
| 9   | FW   | トーゴ       | イーラス・ベブ ()             |
| 10  | MF   | ドイツ       | ムハンマド・ダマール ()       |
| 11  | FW   | ドイツ       | フィスニク・アスラニ ()       |
| 13  | DF   | ブラジル     | ベルナルド                    |
| 14  | FW   | ナイジェリア | ギフト・オルバン ()           |
| 15  | DF   | フランス     | ヴァランタン・ジャンドレイ () |
| 17  | MF   | ドイツ       | ウムト・トフンジュ ()         |
| 18  | MF   | オランダ     | ヴァウター･ブルヘル           |
| 19  | FW   | ドイツ       | ティム・レンペール            |

| No. | Pos. |                  | 選手名                     |
| --- | ---- | ---------------- | -------------------------- |
| 20  | MF   | ドイツ           | フィン・オーレ・ベッカー   |
| 22  | MF   | オーストリア     | アレクサンダー・プラス     |
| 23  | FW   | チェコ           | アダム・フロジェク         |
| 24  | FW   | フランス         | デイヴィッド・モクワ ()    |
| 25  | DF   | ナイジェリア     | ケヴィン・アクポグマ ()    |
| 27  | FW   | クロアチア       | アンドレイ・クラマリッチ   |
| 28  | DF   | 日本             | 町田浩樹                   |
| 29  | FW   | コートジボワール | バズマナ・トゥーレ         |
| 31  | MF   | オーストリア     | フロリアン・グリリッチュ   |
| 32  | FW   | ドイツ           | メルギム・ベリシャ         |
| 33  | FW   | ドイツ           | マックス・メールシュテット |
| 35  | DF   | ブラジル         | アルトゥール・チャベス     |
| 36  | GK   | アイスランド     | ルカ・ピーターソン ()      |
| 37  | GK   | ドイツ           | ルカ・フィリップ           |
| 40  | DF   | ドイツ           | ヘネス・ベーレンス         |
| 49  | MF   | フィンランド     | ルカ・ヒュリライネン       |

※ 括弧内の国旗はその他の保有国籍を、星印はEU圏外選手を示す。

### ローン移籍
in
注：選手の国籍表記はFIFAの定めた代表資格ルールに基づく。
| No. | Pos. |  | 選手名 |
| --- | ---- |  | ------ |

out
注：選手の国籍表記はFIFAの定めた代表資格ルールに基づく。
| No. | Pos. |                          | 選手名                                              |
| --- | ---- | ------------------------ | --------------------------------------------------- |
| --  | FW   | ボスニア・ヘルツェゴビナ | ハリス・タバコヴィッチ (ボルシアMG) ()              |
| 34  | DF   | フランス                 | スタンリー・エンソキ (ウニオン・ベルリン) ()        |
| --  | FW   | トルコ                   | エレンジャン・ヤルドゥムジュ (ブラウンシュヴァイク) |
| --  | GK   | ドイツ                   | ナウエル・ノール (ハノーファー) ()                  |

| No. | Pos. |              | 選手名                                    |
| --- | ---- | ------------ | ----------------------------------------- |
| --  | DF   | ハンガリー   | サライ・アティッラ (カスムパシャ) ★       |
| --  | MF   | ドイツ       | バンバセ・コンテ (エルフェアスベルク) ()  |
| --  | MF   | オーストリア | フロリアン・ミッチェラー (ビーレフェルト) |

### スタッフ
| 役職               | 氏名                       |
| ------------------ | -------------------------- |
| 監督               | クリスティアン・イルザー   |
| アシスタントコーチ | フランク・フレーリング     |
| アシスタントコーチ | マイケル・カンマーマイヤー |
| アシスタントコーチ | ダリウス・ショルティシク   |
| アシスタントコーチ | ベンヤミン・ヒュブナー     |
| GKコーチ           | アレクサンダー・シュトルツ |
| フィジカルコーチ   | マルティン・ザイラー       |
| フィジカルコーチ   | フィリップ・ルッシ         |

## 歴代監督
- ハンジ・フリック 2000-2005
- ローラント・ディックギーサー 2005
- ローレンツ＝ギュンター・コストナー 2005-2006
- ラルフ・ラングニック 2006-2011.1
- マルコ・ペッツァイオリ 2011.1-2011.7
- ホルガー・スタニスラウスキ 2011.7-2012.2
- マルクス・バッベル 2012.2-2012.12
- フランク・クラマー 2012.12（暫定）
- マルコ・クルツ 2012.12-2013.4
- マルクス・ギズドル 2013.4-2015.10
- フーブ・ステフェンス 2015.10-2016.2
- ユリアン・ナーゲルスマン 2016.2-2019.6
- アルフレト・スフリューデル 2019.7-2020.6
- マーセル・ラップ 2020.6（暫定）
- セバスティアン・ヘーネス 2020.7-2022.6
- アンドレ・ブライテンライター 2022.7-2023.2
- ペッレグリーノ・マタラッツォ 2023.2-